# Hoffaktor
Ein Hoffaktor war ein an einem höfischen Herrschaftszentrum bzw. Hof beschäftigter Kaufmann, der (Luxus-)Waren, Heereslieferungen oder Kapital für den Herrscher beschaffte. Viele Hoffaktoren waren Juden, für die der zeitgenössische Quellenbegriff Hofjude verwendet wurde. Eine weitere Bezeichnung ist Hofagent. Etliche Hoffaktoren dienten auch mehreren Höfen.

## Geschichte
Mit Isaak aus Aachen, der für Karl den Großen diplomatische Missionen übernahm, wirkte bereits Ende des 8. Jahrhunderts ein Großkaufmann im Dienste eines Fürsten. Im Mittelalter wurden Pfandleihe und Kreditvergabe gegen Zinsen ein Schwerpunkt jüdischer Kaufleute. Mehr durch ihre praktische Erfahrung und weitreichenden Beziehungen als durch das von der katholischen Kirche erst 1179 bekräftigte Zinsverbot für Christen und 1215 neu hervorgehobene Wucherverbote, die zudem schon bald kaum beachtet wurden, gewannen sie ihre Kunden. Für den im Spätmittelalter wachsenden Finanzbedarf der Wirtschaft und Politik gewährten Christen (italienische Banken, z. B. die Compagnia dei Bardi) und Juden Kredite gegen Zinsen.
Als erster jüdischer Hoffaktor im Sinne eines Amtes gilt Salomon oder Salmon, der 1315 als Hof- und Küchenmeister von Herzog Heinrich VI. in Breslau tätig war. Samuel von Derenburg diente vier Kirchenfürsten im Erzbistum Magdeburg, so Otto und Dietrich von Portitz. Vivelin von Straßburg war im Elsass eine der reichsten Personen in Europa vor seinem Tod in den Judenpogromen in Straßburg 1349. In England war Aaron von Lincoln bereits im 12. Jahrhundert tätig. Isaak Abarbanel war in Spanien ein großer Finanzier in der Reconquista.

### Beginn am Wiener Kaiserhof und Berliner Hof
Die Geschichte der eigentlichen Hofjuden begann erst im 16. Jahrhundert: Im Jahr 1582 schuf Kaiser Rudolf II. die Institution des Hofbereiten Juden in Wien. Dieser war frei von Abgaben an Land und Stadt, hatte Maut- und Zollfreiheit für seine Waren, war ausschließlich der Gerichtsbarkeit des Obersthofmarschalls unterstellt, war befreit vom Tragen des Judenzeichens und durfte sich dort aufhalten, wo sich der Hof befand. Ab 1596 mussten diese befreytten Juden auch Sonderkontributionen für Kriegszwecke leisten. Jakob Bassevi von Treuenberg, ab 1616 Vorsteher der Prager Judengemeinde, erhielt 1622 auf Betreiben Wallensteins von Ferdinand II. den Adelstitel und wurde gemeinsam mit Fürst Liechtenstein Pächter der Münzprägung. 1624 wurde auch in Wien das Prägegeschäft im Kaiserlichen Münzhaus dem befreiten Juden Israel Wolf Auerbach und seinem Konsortium übertragen.
Mit Michael von Derenburg hatte auch das Haus Hohenzollern in Kurbrandenburg ab 1543 früh einen Hoffaktoren. Kurfürst Joachim II. (1535–1571) ernannte den aus einer Prager Judenfamilie stammenden Lippold 1556 zum Münzmeister. Er gilt als erster Hoffaktor im umfassenden Sinne; zu seinen Aufgaben gehörte die Beschaffung des Münzmetalls und die Betreuung des Schlagschatzes.

### Verbreitung im Heiligen Römischen Reich im 17. und 18. Jahrhundert
Hoffaktoren arbeiteten vor allem im 17. und 18. Jahrhundert für die Fürstenhöfe des Alten Reiches. Sie versorgten die Herrscher mit Kapital und Waren, beschafften Luxusgüter, belieferten die Heere mit Proviant, Waffen und Pferden und waren mit der Herstellung von Münzen beauftragt. Aufgrund ihrer jahrhundertelangen Tätigkeit als Kaufleute und Geldhändler, ihrer teilweise auch internationalen Vernetzung und ihrer höheren Risikobereitschaft waren Juden für diese Aufgaben an den Höfen gern gesehen. Zur Erleichterung ihrer Tätigkeit wurden Hoffaktoren in der Regel Privilegien, Vorrechte und Titel verliehen, womit die mittelalterliche Tradition des Judenregals fortgesetzt wurde. Häufig brachte Justizwillkür sie um Besitz und Stellung. An fast allen Höfen des Reiches wurden zwischen dem Dreißigjährigen Krieg und dem Beginn des 19. Jahrhunderts Hoffaktoren in Dienst gestellt. In den Reichsstädten waren sie nicht, wie die anderen Bürger, von der Ratsversammlung abhängig, sondern direkt von Kaiser und Reich. Im 19. Jahrhundert ging man dann zur Bezeichnung Hofbankier über.
Zwischen den jüdischen Hoffaktoren und den Herrschaftsträgern sowie deren Beamten entstand eine neue kommunikative Nähe, die den Hoffaktoren neue ökonomische, politische und kulturelle Handlungsspielräume für sich, ihre Familien und ihre Gemeinden eröffneten. Im 18. Jahrhundert und mit deren Zustimmung war die Praxis der Fürsten, Hofjuden auch mit der Regierung über ihre Heimatgemeinden zu betrauen, weit verbreitet. So regierten sie von ferne nach Art absolutistischer Herrscher, bildeten damit jedoch noch keine eigene Kaste oder Klasse, sondern waren nur einzelne Individuen einer sehr kleinen privilegierten Gruppe von Juden. Die Kastenbildung innerhalb des jüdischen Volkes begann erst mit den Heiraten zwischen führenden Hofjudenfamilien, die den internationalen Heiraten der Aristokratie glichen.

### Rezeption in Antisemitismus und NS-Propaganda
Bereits im 19. Jahrhundert galten jüdische Hoffaktoren als ein negatives Merkmal einer vormodernen merkantilistischen Fürstenwirtschaft, die der Liberalismus überwunden habe. Privatbankiers waren nicht mehr religiös orientiert. Die antisemitische Propaganda des Nationalsozialismus nutzte die Rolle der jüdischen Hoffaktoren, um die angebliche Schädlichkeit der Juden unter Beweis zu stellen. Bekanntestes Beispiel dafür ist der Film Jud Süß von Veit Harlan. Gleichzeitig sollte die NS-Geschichtsforschung mit dem Buch Hofjuden von Peter Deeg diesen Thesen einen wissenschaftlichen Anstrich geben. Auch die Forschungen von Heinrich Schnee sind in diesem Kontext begonnen worden. Schnee hat sich auch später nie ganz davon frei machen können. Sein Werk bietet jedoch einen Überblick über viele Quellen.

## Bedeutende Hoffaktoren im Heiligen Römischen Reich und seinen Nachfolgestaaten

### Ansbach
- (Mordechai) Marx Model (gest. 1709) war Hoffaktor am Ansbacher Hof, in Rivalität mit der Familie Fränkel.
- Der gelehrte Hoffaktor Gabriel Fränkel wirkte von Fürth aus im fränkischen Raum.

### Aurich
- Aaron Abrahams Beer († 1740) diente dem Grafen von Ostfriesland.

### Bamberg
- Adam Friedrich Sensburg (1720–1792) war in Bamberg Hoffaktor und nach der Taufe fürstbischöflicher Polizeikommissar.

### Brandenburg/Preußen
- Michael von Derenburg war der erste Hofjude in Kurbrandenburg unter Joachim II.
- Lippold Ben Chluchim war der Nachfolger von Michael von Derenburg unter Joachim II.
- Elias Gomperz war Hoffaktor der Kurfürsten von Brandenburg für den Westteil.
- Israel Aaron (gest. 1673) war der erste Jude überhaupt in Berlin unter dem Großen Kurfürsten und der erste Mann von Esther Schulhoff.
- Esther Schulhoff, die Witwe von Israel Aaron und Jost Liebmann war Hoffaktorin des Großen Kurfürsten und Friedrich I. Sie galt als besonders erfolgreiche Geschäftsfrau und genoss hohes Ansehen bei Friedrich I., fiel jedoch nach dessen Tod 1713 in Ungnade.
- Jost Liebmann heiratete Esther Schulhoff und nahm damit den Platz ihres verstorbenen Mannes Israel Aaron ein. Er war Hoffaktor unter dem Großen Kurfürsten und Friedrich I.
- Veitel Heine Ephraim (1703–1775) war der wichtigste Finanzier der Kriege Friedrichs II. Durch Münzverschlechterung finanzierte er den Siebenjährigen Krieg. Die Münzverschlechterung führte zu einer Inflation. Die von ihm geprägten Münzen wurden Ephraimiten genannt. An Nathan Veitel Heine Ephraim erinnert heute das Ephraimpalais in Berlin-Mitte.
- Daniel Itzig erreichte unter Friedrich Wilhelm II. als erster Jude in Preußen das Naturalisationspatent (1791), die Gleichstellung mit Christen.
- Benjamin Veitel Ephraim war der Sohn von Veitel Heine Ephraim und Hoffaktor unter Friedrich Wilhelm II. und Friedrich Wilhelm III.
- Liepmann Meyer Wulff, der Berliner Krösus, war Hoffaktor von Friedrich Wilhelm II. und um 1800 der reichste Mann in Preußen.
- Johann Jacob Crelinger (1753–1837) war Hoffaktor und Armeelieferant während der Befreiungskriege. 1810 erhielt er vom Königreich Preußen den Titel des Geheimrats.
- Ferdinand Moritz Delmar war Hoffaktor unter Friedrich Wilhelm III. und finanzierte u. a. die preußischen Kriegskontributionen an Frankreich im Frieden von Tilsit, aber auch die späteren preußischen Feldzüge gegen Napoleon.
- Moritz von Cohn war Hofbankier von Kaiser Wilhelm I. und Kaiser Friedrich III. Er beteiligte sich an der Finanzierung der Eisenbahnen.
- Die Vertretung des Bankhauses Rothschild bei Hofe übernahm Gerson Bleichröder vom Bankhaus S. Bleichröder, der zu Kaiser Wilhelm I. und Otto von Bismarck beste Kontakte pflegte.

### Braunschweig
- Alexander David begründete die jüdische Gemeinde in Braunschweig neu.
- Israel Jacobson gilt als der letzte deutsche Hoffaktor.

### Bückeburg
- Von der Familie Heine (Chaim) ging es zu Heinrich Heine.

### Darmstadt
- Bär Löw Isaak wurde Anfang des 18. Jahrhunderts durch das Tabakmonopol in Hessen-Darmstadt reich.

### Dessau
- Moses Benjamin Wulff stand im besonders guten Verhältnis zum „alten Dessauer“, Fürst Leopold I.
- Moritz von Cohn begann seine Tätigkeit in Dessau und wechselte später nach Berlin.

### Diez
- Löb Heymann, Hoffaktor der Fürstin Amalie am Diezer Fürstenhof.

### Dresden
- Vom Bankhaus Kaskel führte die Linie zur Dresdner Bank.
- Issachar Berend Lehmann (1661–1730) unterstützte August den Starken bei der Finanzierung des Erwerbs der polnischen Krone. Sein vielfach geförderter Lebensmittelpunkt war Halberstadt.
- Jonas Meyer hatte Kontakte bis zu Zar Peter dem Großen.
- Joseph Jonas Meyer, Sohn von Jonas Meyer. 1765 war Wolf Benjamin Eibeschütz noch ein Bediensteter von Meyer.
- Jonas Joseph Meyer (1754–1777), Sohn von Joseph Jonas Meyer, erhielt von seinem Vater den Hoffaktorentitel.
- Wolf Benjamin Eibeschütz erhielt 1769 die Konzession als Hoffaktor, nachdem er seit 1765 im Dienst von Joseph Jonas Meyer, dem Sohn von Jonas Meyer, gestanden hatte
- Heinrich Carl von Schimmelmann (1724–1782) Pächter der kursächsischen Generalaccise. Er trat später in dänische Dienste.
- Philipp Aaron (1782–1830) Hoffaktor bei Friedrich August von Sachsen und Ältester der Dresdner Judenschaft.
- Fritz Crambach (1850–1928) Hofjuwelier und kaiserlich-türkischer Generalkonsul.

### Düsseldorf
- Joseph Jacob van Geldern (1653–1727), Hofkammeragent des Kurfürsten Johann Wilhelm von der Pfalz, Bauherr der ersten Synagoge in Düsseldorf, Ururgroßvater Heinrich Heines.

### Frankfurt am Main
- Josef Goldschmidt († 1572) wurde bekannt als „Joseph zum Goldenen Schwan“. Die Familie Goldschmidt verzweigte sich in ganz Europa.
- Familie Speyer bewohnte das Haus „Goldener Hirsch“.[13]
- Familie Hass-Kann ging auf Salomon zum Hasen um 1530 zurück, der das Haus zum roten Hasen bewohnte.[14][15]
- Meyer Amschel Flörsheim trat um 1760 zum Christentum über.
- Mayer Amschel Rothschild (1744–1812) war noch Hoffaktor des hessischen Landgrafen und verwaltete dessen Vermögen in der napoleonischen Zeit, doch eröffnete er die Zeit der großen internationalen Bankhäuser (Bankhaus Rothschild).
- Der Weinhändler Jacob Samuel Hayum Stern aus der großen Familie Stern folgte dem Beispiel der Rothschilds und gründete Anfang des 19. Jahrhunderts eine Bank Jacob S.H. Stern.

### Glückstadt
- Der Sepharde Albert Dionis wirkte vom dänischen Glückstadt aus u. a. für König Christian IV.

### Hamburg
- Diego Texeira gehörte zu den sephardischen Juden aus Portugal.
- Zu den einflussreichsten „Hofjuden“ in Hamburg zählte Moses Israel Fürst.

### Hannover
- In Hannover wirkte der Hofjude Leffmann Behrens im Dienst der drei Welfenherzöge Johann Friedrich, Ernst August und Georg Ludwig.
- Michael David lernte sein Handwerk bei Leffmann Behrens und wurde 1714 Hof- und Kammeragent.
- Salomon Michael David, Sohn von Michael David wurde Kriegsagent der Welfen.

### Hildesheim
- Moses Herz (gest. 1781) diente als Hoffaktor im Hochstift Hildesheim.[16]

### Hechingen
- Karoline „Madame“ Kaulla stand im Dienst des Hauses Hohenzollern-Hechingen und in Stuttgart.

### Innsbruck / Hohenems
- Michael May (um 1680–1737) wanderte nach einem Bankrott um 1725 von Innsbruck nach Mannheim aus.[17]

### Kassel
- In Kassel war als einflussreicher Hofbankier Benedikt Goldschmidt (ca. 1575–1642) tätig. Er erreichte 1635 die Ausweisung aller nicht zu seiner Familie gehörenden Juden aus Kassel.
- Der Sohn Simon Goldschmidt (1600–1658) war ebenfalls Hofbankier und Vorsteher der übrig gebliebenen jüdischen Gemeinde.
- Oberhofagent Mosessie Joseph Büding (1748/1749–1811) war der Gründer des gleichnamigen Bankhauses „M. J. Büding“ in Kassel.
- Feidel David stieg im Siebenjährigen Krieg als Lieferant und Mittler der englischen Subsidien für den hessischen Landgrafen auf.
- Wolf Breidenbach war der letzte in der Reihe der Hoffaktoren in Kassel.
- Israel Jacobson war Hoffaktor und Geheimer Finanzrat in Kassel unter Jérôme Bonaparte im Königreich Westphalen.

### Kleve / Wesel
- Elias Gomperz stammte aus der großen Emmericher Familie und wurde nach 1650 in Kleve Hoffaktor für Kurbrandenburg.
- Der Sohn Ruben Elias Gomperz (1655–1705) führte die Geschäfte der Familie weiter und verlagerte seinen Mittelpunkt nach Wesel.

### Köln / Bonn
- Levi von Bonn diente seit 1598 und mit kaiserlichem Schutzbrief von 1605 dem Kurfürsten Ernst von Bayern.[18]
- Simon Baruch, der Großvater von Löb Baruch, war Hoffaktor der Kurfürsten Clemens August, Maximilian Friedrich und Max Franz.
- Abraham Oppenheim stammte von Bonner Hoffaktoren des Kölner Bischofs Clemens August ab und baute das große Bankhaus Sal(omon) Oppenheim auf, das in die Deutsche Bank aufging. Zum preußischen Königshaus unter Wilhelm I. baute er die Beziehungen aus. Sal. Oppenheim legten die Kriegsanleihen auf, die unter Kaiser Wilhelm II. den Ersten Weltkrieg ermöglichten.

### Mainz
- Familie Bischoffsheim begründete ein weit verzweigtes Bankhaus bis zur BNP.
- Familie Bamberger begründete ein weit verzweigtes Bankhaus bis zur Deutschen Bank.

### Mannheim
- Lemle Moses Reinganum (1666–1724) begann im Pfälzischen Erbfolgekrieg als Pferdehändler.
- Der Hof- und Milizfaktor Elias Hayum (Antenfamilie Mayer) (1709–1766) war Stammvater der Mannheimer Bankiers und Fabrikbesitzer.
- Sein Sohn Elias Mayer (1733/37–1803) wurde Oberhof- und Milizfaktor.
- Gottschalk Mayer (1761–1835), Gründer der Firma „Gebr. Mayer Zigarrenfabriken“, setzte die Familientradition als Hoffaktor anschließend in dritter Generation fort.

### München
- Simon Wolf Wertheimer (1681–1765) führte die Geschäfte in München trotz der bayerischen Vorbehalte.
- Abraham Uhlfelder war Vorsteher der jüdischen Gemeinde Münchens und wurde dort unter dem Kurfürsten Karl Theodor Hoffaktor.
- Aron Elias Seligmann (1747–1824) zum Freiherrn von Eichthal geadelt. Kurfürst Max Joseph – ab 1806 bayerischer König – machte 1799 Aron Elias Seligmann zu seinem Hoffaktor, der den Sold für die Truppen vorschoss, ohne die Max Joseph seinen Krieg nicht hätte weiterführen können.
- Jakob von Hirsch (1765–1840) wurde mit dem Prädikat „auf Gereuth“ in den Adelsstand erhoben.

### Neuwied
- Wilhelm Remy (1662–1729), Eulermeister in Höhr und Handelsmann in Grenzhausen wurde 1712 vom Grafen Friedrich Wilhelm zu Wied-Neuwied zum Hoffaktor ernannt und erhielt das Wappenrecht.[19]

### Oettingen
- Abraham Elias Model, Enkel von Marx Model, wurde 1739 unter dem Fürsten von Oettingen-Wallerstein „Cabinets und Cammer Factor“.

### Paderborn
- Behrend Levi machte sich durch seine Härte bei den Juden unbeliebt.

### Prag
- Mordechai Meisel finanzierte den kaiserlichen Hof Rudolfs II.
- Jacob Bassevi finanzierte durch Münzverschlechterung die Feldzüge und den Landerwerb von Albrecht von Wallenstein, mit dem er zum 1. Februar 1622 die Wiener Münze, das Münzregal für Niederösterreich, Böhmen und Mähren pachtete. Weitere Beteiligte waren Hans de Witte, Paul Michna von Vacínov und Karl von Liechtenstein. Sie verursachten ungeheure Teuerung und Hungersnot. Am Ende des Dreißigjährigen Krieges hatte sich die Vorfinanzierung von Kriegen durch Hoffaktoren etabliert. Wegen seiner Verdienste wurde Jakob Bassevis in den erblichen Adelstand erhoben und nannte sich fortan Jacob Bassevi Schnuel (wahrscheinlicher Schmuel, Abkürzung von Salomon) von Treuenberg.
- David Oppenheimer war ein hochgelehrter Rabbiner, der seinen Reichtum geerbt und über Heiraten erworben hatte.

### Regensburg
- Moses Auerbach, geboren etwa 1462, Urgroßvater von Moses Isserles, war Hoffaktor des Bischofs von Regensburg Ruprecht II. von Pfalz-Simmern.

### Saarbrücken
- Für die Fürsten von Nassau-Saarbrücken lieferte Cerf Beer und betrieb ein Eisenwerk.

### Schwerin
- Michael bar Ruben Hinrichs (1634–1710) wurde 1688 Hoffaktor von Herzog Christian Ludwig I. Seine Nachfahren blieben, wenn auch nicht allein, bis ins späte 18. Jahrhundert in dieser Position.[20]

### Stuttgart
- Als bekanntester Hoffaktor, nicht nur in Stuttgart, gilt Joseph Süß Oppenheimer, der am Hofe des württembergischen Herzogs Karl Alexander wirkte und einem Justizmord zum Opfer fiel.
- Gleichzeitig wirkte in Stuttgart Marx Nathan, auch Mardochai Schloß genannt, der als Vorsteher der israelitischen Gemeinde in Stuttgart Süß Oppenheimer vor seiner Hinrichtung noch seelischen Beistand leistete.
- Unter König Friedrich I. arbeitete hier Karoline Kaulla als Hoffaktorin, eine außergewöhnlich erfolgreiche Unternehmerin. Nur zwei Prozent aller Hoffaktoren waren Frauen.

### Trier
- Der Arzt Wolf von Koblenz (gest. 1610) diente Lothar von Metternich und prozessierte gegen Levi von Bonn.
- Der Papierhändler Josef Feist diente Clemens Wenzeslaus.[21]

### Weimar
- Jacob Elkan (1742–1805), geboren in Schwanfeld, erhielt als erster Jude von Herzogin Anna Amalia von Sachsen-Weimar-Eisenach die Niederlassungsbewilligung in Weimar.
- Israel Julius Elkan (1777–1839), geboren in Weimar, Hoffaktor bzw. Hofbankier in Weimar
- Michael Rothschild aus Stadtlengsfeld, Nachkomme des Landesrabbiners Mendel Rothschild, war thüringischer Hoffaktor unter Herzog Carl-August. Er erhielt die Erlaubnis sich in Eisenach niederzulassen.

### Weißenfels
- Moses Heynemann, Hoffaktor des Herzogs Christian zu Sachsen-Weißenfels.

### Wien
- Jakob Koppel Fränkel (1600–1670), reichster Bankier seiner Zeit
- Samuel Oppenheimer war einer der reichsten Bankiers seiner Epoche.
- Samson Wertheimer ebenso, war begünstigt durch die vielen Kriege der Zeit. In Wien gab es an die 100 Hoffaktoren gleichzeitig.
- Diego d’Aguilar (1699–1759) finanzierte den Bau von Schloss Schönbrunn.
- Karl Abraham Wetzlar von Plankenstern wurde als „Millionenjude“ bekannt und nobilitiert.
- Isaak Arnstein (1682–1744) finanzierte den kaiserlichen Hof.
- Nathan Adam von Arnstein und Fanny von Arnstein, Bankiersfamilie und Gesellschaftsmittelpunkt beim Wiener Kongress

### Wolfenbüttel
- Philipp Samson, Hoffaktor unter Karl I. und dessen Sohn

### Würzburg
- Jakob von Hirsch war Hoffaktor für Bayern und das Bistum Würzburg. Sein Sohn wurde als Jude in den Adelsstand erhoben (Hirsch auf Gereuth).

## Hoffaktoren im übrigen Europa

### Kopenhagen
- Meyer Levi Jacob
- Meyer Goldschmidt, Gründer der jüdischen Gemeinde und ab 1699 Hofjuwelier

### Madrid
- Abraham Senior finanzierte im 15. Jahrhundert den Krieg gegen die Mauren.

### Lissabon
- Isaak Abravanel
- David de Pury (1709–1786) kam aus dem damals preußischen Neuchâtel an den portugiesischen Hof. Wie Schimmelmann war er besonders in den Sklavenhandel und die Plantagenwirtschaft involviert. Durch den preußischen König in den Adelsstand erhoben.

### London
- Moses Montefiore wurde 1837 geadelt.
- Paul Julius Reuter, den Queen Viktoria zum Baron ernannte, brachte den Iran unter britische Kontrolle, indem er Nāser ad-Din Schah in finanzielle Abhängigkeit brachte und von ihm 1872 mehrere Monopole auf die iranische Wirtschaft erhielt. Das für Tabak ließ die Iraner sich landesweit erheben. Schah Nāser ad-Din kaufte es mit aufgenommenem Geld zurück.

### Paris / Straßburg
- Dem in Straßburg lebenden Heereslieferanten Cerf Beer wurde 1775 die französische Staatsbürgerschaft verliehen.
- Abraham Furtado wurde 1815 von Ludwig XVIII. in Bordeaux als Kämmerer eingesetzt.

### Stockholm
- Der Graveur Aaron Isaak wurde Armee- und 1789 Hoflieferant.

### St. Petersburg
- Samuel Sinzheimer hatte einen Schutzbrief des Zaren.
- Peter Schafirow (1669–1739) diente Zar Peter dem Großen.

### Venetien
- In Görz erhielt Joel (Josef) Pincherle 1624 von Kaiser Ferdinand II. ein Privileg als Hoffaktor.